# Jättungsmyrtjärnarna
Jättungsmyrtjärnarna är en sjö i Skellefteå kommun i Västerbotten och ingår i Rickleåns huvudavrinningsområde. Jättungsmyrtjärnarna ligger i Jättungsmyran Natura 2000-område.